# アジェイ・ナイデュ
- アジェイ・ナイデュ
- アジャイ・ナイドゥ

アジェイ・ナイデュ（Ajay Naidu、1972年2月12日 - ）は、アメリカ合衆国の俳優。

## 出演作品
- キンダーガーテン・ティーチャー The Kindergarten Teacher (2018)
- ブラインドスポット タトゥーの女（ショヒード・アクター）
- マーシー・ホスピタル
- 30 ROCK/サーティー・ロック シーズン3
- ボーダー（ドクター・チャドレイバー）
- レスラー
- ウォーター・パニック in L.A.
- ビッグ・トラブル in NY
- バッドサンタ
- ザ・ホワイトハウス3
- リストラ・マン（サミア）
- エメラルド・レジェンド／少年とイルカの愛の伝説
- シカゴ・ラプソディー
- 踊るマハラジャ★NYへ行く
- エルズベス